# Veliki voz (roman)
Veliki voz (1992) je roman pisatelja Miloša Mikelna. Avtor je zanj leta 1993 prejel nagrado kresnik za najboljši roman leta.

## Vsebina
Roman je zgodba o rodu Vidovičev, natančneje o usodi bratov Franca in Štefana, ki brez staršev odraščata v Beli krajini. Starejši Franc se po študiju zaposli kot organist in se povzpne do funkcije lokviškega župana ter se poroči z Marijo, edinko spoštovanega trgovca iz Metlike. Veseljaški Štefan se v trgovini Marijinih staršev zaposli kot trgovski vajenec. Po prvi svetovni vojni se srečata na Malgajevem pogrebu 1919. Zavesta se, da sta se odtujila. Naselita v Celju, Franc s pomočjo članstva v konzervativni stranki doseže funkcijo celjskega župana, veletrgovca, predsednika posojilnice do senatorja in predsednika narodne skupščine v Beogradu. Štefan se civilno poroči z revolucionarko Barico, si kupi opekarno in vinsko trgovino, vendar bankrotira in se po izstopu iz Cerkve zaposli kot trgovski potnik pri nemški firmi Rakusch. Druga svetovna vojna razdeli družini vsako na svojo stran. Prva knjiga (roman sestavljata dve knjigi v enem zvezku) se zaključi 1940 z retrospektivno obnovitvijo usod odraslih Frančevih in Štefanovih otrok.
V drugi knjigi so glavni protagonisti potomci. Štefanovi sinovi, ki so vzgojeni v ateizmu, se drug za drugim odločajo za politiko, za socialno demokracijo. Najmlajši sin Bolt(ežar) pridobi očeta, da raznaša revolucionarne letake, med vojno je Bolt ranjen, zdravi se v Bariju in po vojni ga komunistična oblast v Trstu obtoži špijonaže ter zapre. Miho med vojno ubije Gestapo, najstarejši sin Gašper pa je komisar Ambrož, visoki partijski funkcionar, ki je po vojni kritičen do partizanske oblasti, zato ga ta pošlje v tujino (Pariz) študirat. Franca po okupaciji zaprejo in ga z ženo izženejo. Njun Slavko se še pred vojno tragično ponesreči. Hči Agata se poroči s Tinčem, Frančevim soborcem iz 1. vojne. Jernej sodeluje pri ustanavljanju domobranske vojske in po vojni z bratom Frančkom odide na Koroško. Od tam gre Franček v emigranstvo, Jerneja pa z ostalimi domobranci pokončajo v Hudi jami. Najmlajši sin Janez po vojni konča na prisilnem delu. Po vojni se odtujena brata ponovno snideta v Ljubljani, na kratko spregovorita o svojcih in se razideta hladno, kot tujca.
Roman zajema obdobje od konca prve svetovne vojne do prvih let po drugi svetovni vojni, s poudarkom na drugi vojni. Dogajanje je postavljeno v Celje, Ljubljano, na Koroško in v gozdove in bojišča po Slovenskem in drugod. Razen Vidovičev je večina oseb, ki se pojavljajo v romanu, zgodovinskih (Franjo Malgaj, Draža Mihajlović, Anton Korošec, Boris Kidrič ...). Dvema knjigama sledi še obširen Dodatek z zgodovinskim gradivom. Avtor v epilogu zagotavlja, da so popisani zgodovinski dogodki verodostojni, ker si je pomagal s študijem zgodovinskih virov in pričevanj.
Mikeln je roman Veliki voz zastavil kot kroniko Vidovičev, zato ga lahko opredelimo kot rodbinsko sago (žanrski tip zgodovinskega pripovedništva) (Hladnik 2009, str.). Prvi del romana je avtor upovedoval brez doživljanja opisovanega časa, ta del je zgodovinski roman. Drugo svetovno vojno avtor upoveduje iz lastnih izkušenj, zato se tu zgodovinski roman neha. V drugem delu je avtor besedilo približal vojnemu ali partizanskemu romanu (Krivec 2004, 32).

## Naslov romana
V nastajanju je bil naslov dela Rod in je v ospredje postavljal protagoniste, natisnjena izdaja pa zgodovino. Avtor priznava dvojno razlago metafore Veliki voz – besedna zveza se nanaša na ozvezdje in s tem na usodo, ki jo vojna spremeni. Lahko pa je metafora za veliko kolesje, ki gre čez deželo in drobi vse pod seboj (Božac 1995, 57). Metafora se ponovi tudi v besedilu, ko se je Jerneju od prečkanju slovensko-avstrijske meje na Ljubelju zazdelo, da je tu Veliki voz drugačen, da zvezde niso prav razporejene. Zadravec meni, da je scena metafora za Jernejevo osebno zmedenost, simbolizira pa tudi razcepljenost slovenskega naroda v tedanjem evropskem kaosu (Zadravec 1997, 211).
Ob izidu romana Miloša Mikelna je protestiral pisatelj Miha Remec, ki je šest let prej napisal roman z enakim naslovom, češ da je taka izbira že uporabljenega naslova sporna .